# Індевор (шатл)

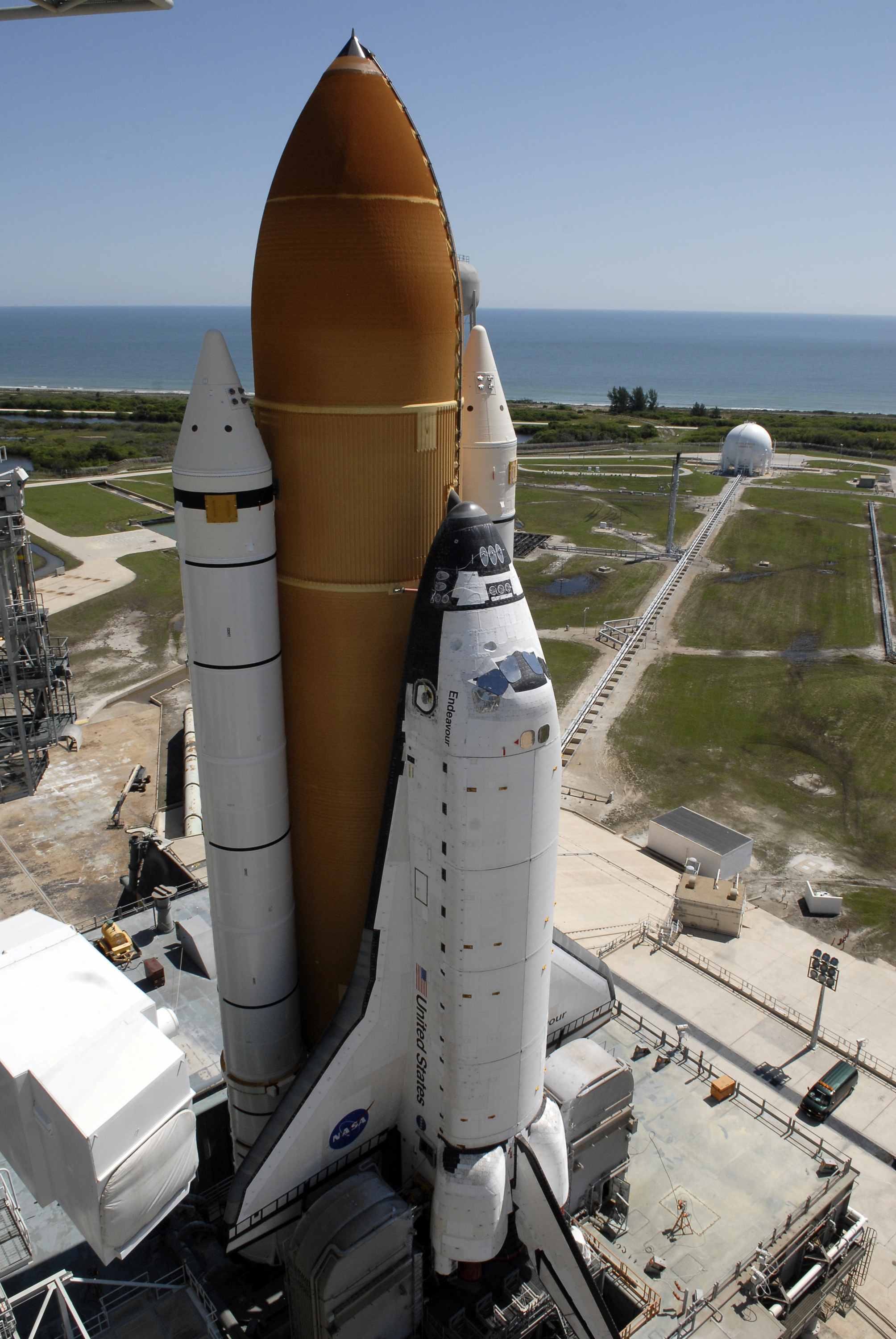
Шатл «Індевор» перед запуском космічного польоту STS-127

«Інде́вор» (англ. Endeavour) — транспортний космічний корабель НАСА багаторазового використання, п'ятий і останній космічний човник. Рішення про створення «Індевора» прийнято в 1987. Замість знищеного шатла «Челленджер» планувалось добудувати експериментальний шатл «Ентерпрайз». Проте з міркувань дешевизни з початком 1987 вирішено зібрати новий шатл. «Індевора» передано НАСА у травні 1991 із позначенням OV-105 (Orbiter Vehicle — 105).
Космічний корабель «Інде́вор» названо іменем одного з суден дослідника Джеймса Кука, яке використовували для астрономічних спостережень і брало участь в експедиціях до Нової Зеландії. Метою цих експериментів, проведених у 1769 (спостереження проходження Венери через диск Сонця), було встановлення відстані від Землі до Сонця.
Перший політ «Індевора» відбувся 7 травня 1992, а вже в 1993 на «Індеворі» здійснено першу експедицію з обслуговування космічного телескопа «Хаббл». У грудні 1998 «Індевор» доставив на орбіту перший американський модуль «Unity» для МКС.

## Завершення програмиСпейс шатл
Запланована на 16 травня 2011 року місія STS-134 шатла «Індевор» стала передостанньою в програмі Спейс шатл (останньою став політ шатла «Атлантіс»). 

Основною метою місії була доставка і встановлення на МКС Магнітного альфа-спектрометра (Alpha Magnetic Spectrometer, AMS).
1 червня 2011 о 10:35 шатл востаннє приземлився на космодромі на мисі Канаверал у Флориді.
Після закінчення експлуатації шатл «Індевор» виставлено в Каліфорнійському науковому центрі в Лос-Анджелесі.

## Знаки польотів «Індевора»
| Знаки польотів «Індевора» | Знаки польотів «Індевора» | Знаки польотів «Індевора» | Знаки польотів «Індевора» | Знаки польотів «Індевора» | Знаки польотів «Індевора» | Знаки польотів «Індевора» | Знаки польотів «Індевора» |
| ------------------------- | ------------------------- | ------------------------- | ------------------------- | ------------------------- | ------------------------- | ------------------------- | ------------------------- |
|                           |                           |                           |                           |                           |                           |                           |                           |
| STS-49                    | STS-47                    | STS-54                    | STS-57                    | STS-61                    | STS-59                    | STS-68                    | STS-67                    |
|                           |                           |                           |                           |                           |                           |                           |                           |
| STS-69                    | STS-72                    | STS-77                    | STS-89                    | STS-88                    | STS-99                    | STS-97                    | STS-100                   |
|                           |                           |                           |                           |                           |                           |                           |                           |
| STS-108                   | STS-111                   | STS-113                   | STS-118                   | STS-123                   | STS-126                   | STS-127                   | STS-130                   |
|                           |                           |                           |                           |                           |                           |                           |                           |
| STS-134                   |                           |                           |                           |                           |                           |                           |                           |